# Abbaye de Tinternparva
Ne doit pas être confondu avec Abbaye de Tintern.
L’abbaye de Tinternparva, ou de Tintern (en irlandais : Mainistir Thinteirn), est une ancienne abbaye cistercienne située à 3,5 km de Saltmills, un petit village d'environ 200 habitants de la baie de Bannow à l'est de la péninsule de Hook (en), dans le comté de Wexford, en Irlande. Comme la plupart des abbayes britanniques, elle a été fermée par Henri VIII durant la campagne de dissolution des monastères.

## Histoire
En 1200, Guillaume le Maréchal, comte de Pembroke, naviguant vers l'Irlande, est pris dans une violente tempête. Il fait le serment de construire une abbaye s'il est sain et sauf. Son bateau parvient à atteindre la baie de Bannock (sur le flanc est de la péninsule de Hook) et accomplit donc son vœu en implantant en ce lieu, sur la rivière Tintern, la future abbaye de Tinternparva. Ce n'est pas le premier établissement cistercien en Irlande (l'abbaye de Mellifont date de 1142), mais c'est le seul qui soit de la lignée de Cîteaux : Guillaume le Maréchal étant de Pembroke, il connaissait très bien les moines de l'abbaye galloise de Tintern, située sur sa juridiction. La charte édictée par Guillaume est datée du 3 décembre [1200].

### Moyen Âge
L'abbaye, richement dotée, acquiert de nombreux terrains, de sorte qu'elle était à la dissolution le troisième monastère cistercien le plus riche d'Irlande, après Sainte-Marie de Dublin et Mellifont.

### Dissolution du monastère
En 1537, comme l'immense majorité des monastères britanniques, à la suite de la rupture entre Henri VIII et l'Église catholique, l'abbaye de Tinternparva est fermée lors de la campagne de dissolution des monastères. 

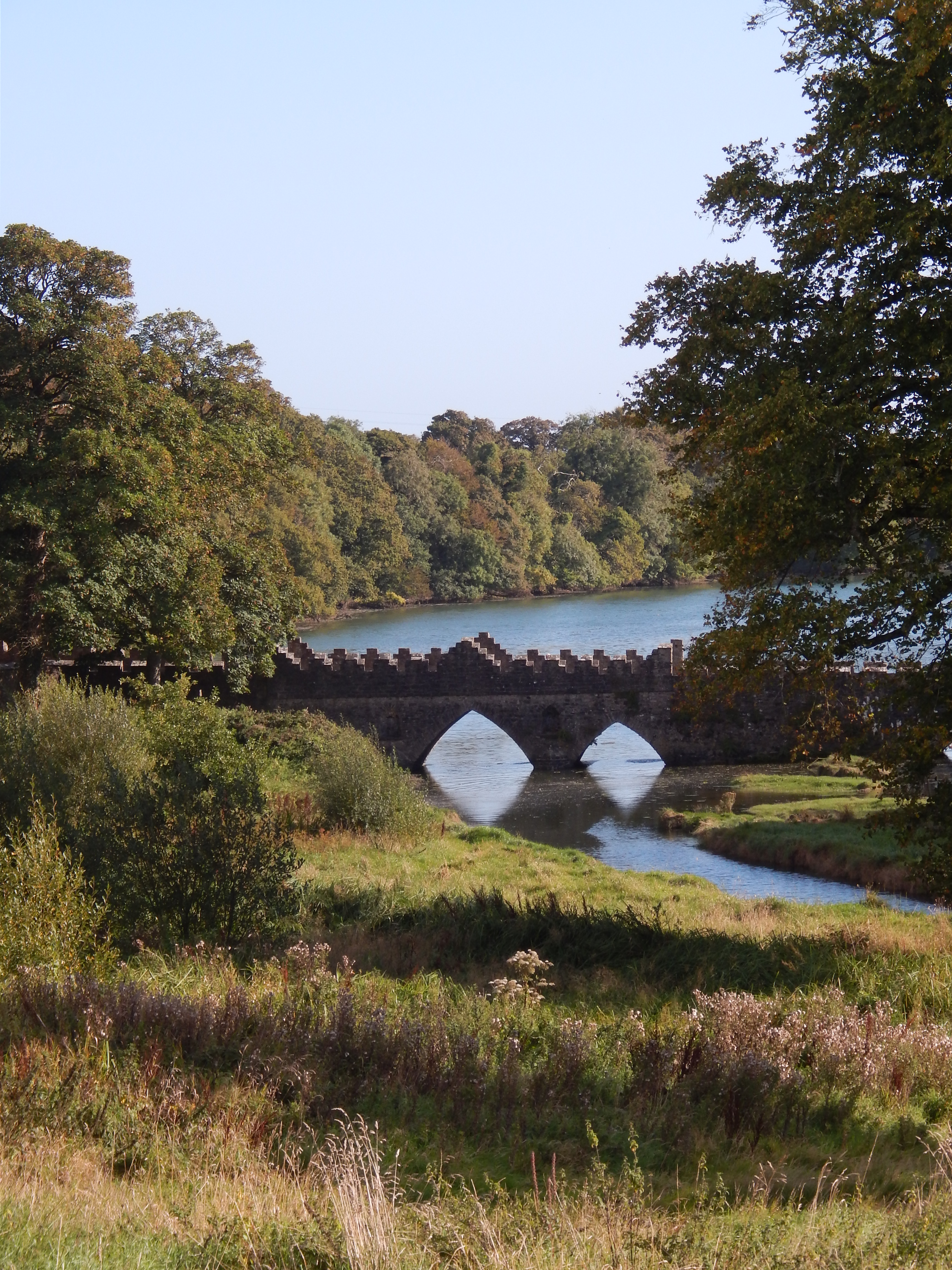
Pont de pierre à parapet crénelé au sud de l'abbaye enjambant un bras de la baie de Bannow.

Après la dissolution, l'abbaye est d'abord concédée à Sir James Croft en 1536, puis en 1543 à Sir Anthony Colclough de Staffordshire, officier de l'armée du roi Henri VIII. La famille Colclough s'installe dans le monastère et entreprend de nombreuses modifications structurelles pour en faire une résidence privée. Anthony Colclough construit un mur défensif autour de l'abbaye et du domaine environnant, ainsi qu'un pont crénelé, remplaçant une structure antérieure plus simple pour défendre sa nouvelle résidence. Le dernier membre de la famille Colclough à vivre à Tintern est Lucey Marie Colclough. Elle quitte l'abbaye en 1959 et, en 1963, l'abbaye devient propriété de l'État. 
Entre 1982 et 2007, le service des monuments nationaux de l'Office des travaux publics (OPW) a entrepris un certain nombre de fouilles et de travaux de mise en valeur du patrimoine de l'abbaye.